# 2051 Чан
2051 Чан (2051 Chang) — астероїд головного поясу, відкритий 23 жовтня 1976 року.
Тіссеранів параметр щодо Юпітера — 3,305.